# Marie Braham
Pour les articles homonymes, voir Braham.
Marie Catherine Joséphine Braham, née le 10 septembre 1908 à Jupille et morte à Liège le 27 octobre 2001, est une militante belge, dirigeante des Ligues ouvrières féminines chrétiennes ainsi que du Mouvement ouvrier chrétien, dont elle fut respectivement secrétaire nationale et vice-présidente.
Elle est reconnue comme étant une grande figure du mouvement ouvrier chrétien liégeois et francophone. Elle est également la sœur du militant et syndicaliste chrétien Jean Braham.

## Biographie

### Jeunesse et éducation (1908-1924)
Marie Braham naît le 10 septembre 1908 à Jupille. Elle est l'aînée d'une fratrie de 4 enfants. Elle est la fille de Gaspard Braham, un artisan de chaussures d'origine juive et de Anne Hertay, fille de métallurgiste issue d'une famille ouvrière,. Bien que son père ne fût pas ouvrier lui-même, il était tout de même selon les dires de Marie Braham quelqu'un de très “ouvriériste”. Celui-ci faisait d'ailleurs partie d'un cercle ouvrier à Herve. 
Marie Braham suit dans un premier temps des études primaires complètes pour, ensuite, se rendre pendant 2 ans chez les chanoinesses de Saint-Augustin à Jupille, afin de poursuivre son éducation avec des études moyennes. Elle fait par après une troisième année d'études moyennes auprès des Filles de la Croix à Liège ainsi qu'une année d'étude en dessin industriel, pour obtenir un diplôme officiel que l'enseignement des chanoines n'octroyait pas. Elle évoquera plus tard dans une interview de Paul Wynants, le 4 janvier 1986, le regret de ne pas avoir pu poursuivre des études secondaires, la raison évoquée par ses parents étant le fait qu'elle devait les aider à éduquer ses frères.

### Débuts professionnels et entrée à la Ligue des Femmes à Jupille (1924-1932)
Marie Braham commence à travailler en tant qu'aide-comptable dans une distillerie liégeoise en 1924, à l'âge de seize ans,. Par la suite, elle assure la comptabilité d'un marchand de charbon à Jupille, mais également la comptabilité d'un artisan chez qui elle dessine en plus des modèles de broderie pour un magasin d'ouvrages pour dames. 
Cette année-là, en 1924, elle décide de rejoindre en parallèle de son métier la Ligue des Femmes de Jupille. Léonie Duisberg, une disciple de Victoire Cappe et membre de la paroisse de Marie Braham, convainc cette dernière de rejoindre le mouvement. Elle confiera dans une interview en 1983 avoir rejoint celui-ci pour faire plaisir à Léonie Duisberg et que bien qu'elle participait activement à ce mouvement, elle n'en comprenait ni la signification ni les objectifs. Durant ses années à Ligue des Femmes de Jupille, Marie Braham assiste aux réunions mensuelles, aux journées d'étude ou encore aux conférences. Cependant, la désapprobation du clergé met un terme aux cours de coupe et de confection enseignés par la Ligue en 1929. Elle y était en charge de 60 membres.

### La Jeunesse Ouvrière Chrétienne Féminine (1932-1940)
Le 9 juin 1932, alors âgée de 23 ans, Marie Braham met en pause son engagement auprès des Ligues Ouvrières Féminines et devient jociste (membre de la Jeunesse Ouvrière Chrétienne). La raison de cette adhésion est qu'elle fut enrôlée par le nouveau curé de la paroisse de Jupille. Le congrès du 31 juillet 1932 à Bruxelles a eu, pour elle, l'effet d'une révélation. Il s'agit du jour où Marie Braham dit avoir trouvé sa vocation pour le militantisme. Alors qu'elle avait toujours regretté  le fait de ne pas avoir pu poursuivre des études secondaires, cet événement met fin à son regret. En effet, selon ses dires, elle n'aurait pas choisi cette voie-là si elle avait eu l'occasion de poursuivre ses études. 
La même année, en 1932, Marie Braham devient co-fondatrice de la section de la JOCF (Jeunesse ouvrière chrétienne féminine) à Jupille, et est promue permanente à la fédération liégeoise de la JOCF en 1934, malgré une conséquente perte de salaire de 20 %. Elle contribue à ce moment-là à la création de plusieurs sections locales. Elle y est repérée par la suite pour ses talents d'organisatrice et est appelée au secrétariat national de l'organisation. En 1936, elle rejoint même l'équipe nationale de la JOCF, animée par Emilie Arnould, qui fait office de direction du mouvement. Elle participe également cette année-là aux réunions des grévistes lors des grèves de 1936.Par ailleurs, en 1937, elle est à la tête de l'organisation de meetings “contre l'immoralité dans les milieux de travail”.

### Seconde guerre mondiale: Exil puis Résistance (1940-1945)
En 1940, alors que l'Allemagne envahit la Belgique, Marie Braham participe dans un premier temps à l'accueil de réfugiés à Bruxelles, au sein de la centrale jociste. Elle s'enfuit par la suite à Toulouse, lors de l'exode de 40. Elle y est accompagnée de membres jocistes dont notamment Emilie Arnould et l'abbé Cardijn, fondateur de la Jeunesse ouvrière chrétienne. Dans un deuxième temps, en France, elle s'occupe de l'accueil des réfugiés belges. 
À la suite de l'invasion de la zone libre française en fin d'année 1942, Marie Braham revient en Belgique et plus précisément à Liège en 1943. Elle rejoint à cette période le réseau de résistance Service Socrate, tout en s'occupant des LOFC (Ligues Ouvrières Féminines Chrétiennes) et de la JOCF en tant que secrétaire de ces deux mouvements. Elle distribue notamment des tracts clandestins, aide à cacher des jeunes réquisitionnés pour le travail forcé en Allemagne, etc.
En mai 1944, la Belgique subit des bombardements. Par conséquent, l'aide aux sinistrés occupe alors les deux mouvements au sein desquels Marie Braham est engagée. Des collectes de meubles, de vaisselle mais aussi l'évacuation vers des zones rurales y sont organisées. C'est, cependant, à ce moment-là que Marie Braham démissionne de la JOCF (contre la volonté de Joseph Cardijn qui désirait la garder au sein du mouvement) et décide de se consacrer uniquement aux LOFC. 

### Engagement au sortir de la guerre au sein de La Ligue Ouvrière Féminine Chrétienne (1945- 1952)
En 1945, au sortir de la seconde guerre mondiale, Marie Braham s'engage donc pleinement au sein des Ligues Ouvrières Féminines Chrétiennes. Elle participe à l'élaboration du programme 1945 - 1946 du mouvement en préconisant “un renforcement de la formation, de l'apostolat et de l'éducation populaire afin de créer une élite capable d'accompagner les membres en fonction des réalités de leur quartier”.
En 1946, bien que pas encore titulaire du droit de vote, Marie Braham s'investit aussi au sein de l'Union démocratique belge, un parti progressiste transcendant le clivage entre socialistes et chrétiens. Cependant le parti ne fait pas long feu et son engagement au sein de celui-ci s'arrête cette même année.
Avec la Ligue, elle lance en 1947 une action “spécialisée” pour les jeunes femmes du mouvement, dans l'objectif de “former des ligueuses issues de la classe populaire à prendre des responsabilités au sein du mouvement et de l'ouvrir à de nouvelles méthodes d'apostolat et d'actions sociales”. 
Lors de la même année, l'accueil des familles de travailleurs immigrés occupe également Marie Braham, un thème qui n'était pas présent dans toutes les organisations ouvrières. Elle fait aussi partie des organisatrices de “l'action immigrée” des LOFC, venant en aide aux familles en provenance majoritairement d'Italie. Elle participe ainsi au “Mouvement populaire des familles” et contribuera par la suite avec Jean Bouhy au lancement des équipes populaires. 
En outre, elle devient à cette époque-là présidente de la Fédération du Mouvement ouvrier chrétien (MOC) de l'arrondissement de Liège. 

### Mandat de secrétaire nationale des LOFC (1952-1969)
En 1952, Marie Braham devient secrétaire nationale des LOFC. Elle est très investie lors de ce mandat dans les diverses actions du mouvement, notamment, en ce qui concerne la défense des femmes aux foyers et des travailleuses avec la volonté de créer un statut du travail féminin,. Tout cet engagement participe à la transformation de l'orientation du mouvement. Des positions plus avancées dans les matières sociales et culturelles y sont adoptées et l'action “Jeunes cadres” permet ainsi de renouveler le mouvement. 
En parallèle, Marie Braham siègera au conseil national du MOC et deviendra même vice-présidente de celui-ci lors de son mandat de secrétaire nationale des LOFC.
C'est à cette époque-là qu'elle contribue en outre à "l'action familiale” au Congo belge, qui deviendra par la suite "l'action féminine". Cette dernière a pour objectif d'aider les femmes congolaises à se situer en femmes responsables. Elle décide,  notamment, quelles personnes envoyer sur place pour les besoins de cette action.
En 1965, elle entreprend la création de l'action “3x20”, consacrée aux séniors. Elle met en place des ateliers d'animation pour les personnes âgées en partenariat avec les responsables du Conseil supérieur de l'éducation populaire. 
Lors des grèves de 1966 pour l'égalité des salaires hommes/femmes à la FN Herstal, Marie Braham prend la parole lors du meeting du 26 avril en soutien aux ouvrières faisant la grève en soulignant ceci : “les problèmes qui nous préoccupent aujourd'hui dépassent celui des salaires. C'est celui des aspirations de la femme vers l'égalité sociale, économique, politique, qui conditionnera demain son existence même”.
En 1969, avec la contribution notable de Marie Braham au changement d'orientation du mouvement, les LOFC changent de nom pour devenir Vie féminine. Il s'agit également de l'année où cette dernière quitte le mouvement pour prendre sa retraite.

### Fin de vie (1969-2001)
Bien que pensionnée, Marie Braham poursuit tout de même son engagement au sein de l'action “3x20”, qu'elle avait lancé durant son mandat aux LOFC et qui existe encore aujourd'hui. Elle s'investit, en outre, dans l'action de quartier à Droixhe et siège au sein du conseil d'administration de l'université du troisième âge à Liège. 
De plus, elle représente Vie féminine au Commissariat général au tourisme, à la Société belge de gérontologie et de gériatrie et conserve pendant quelque temps son poste de déléguée au sein du conseil de l'éducation populaire. 
Elle s'éteint le 27 octobre 2001 à Liège, à l'âge de 93 ans.  

#### Ouvrages généraux
- Coenen, M.-Th., Delvaux, A.-L., Roucloux, A. et Masquelier, J., Vie Féminine. 100 ans de mobilisation féminine, A. Roucloux (dir.), Braine-le-Compte, Carhop, 2021.
- Gerard, E. et Wynants, P., Histoire du Mouvement Ouvrier Chrétien en Belgique, t. II, Kadoc-Studies 16, Leuven university press, 1994.
- Gubin, E., Jacques, C., Piette, V. et Puissant, J., Dictionnaire des femmes belges : XIXe et XXe siècles, Bruxelles, Racines, 2006.
- X, 75 ans de Vie Féminine : toutes les femmes, toute la vie. Histoire et actualité d'un mouvement chrétien d'action culturelle et sociale, Bruxelles, Vie féminine, 1996.

#### Fonds d'archives
- Braine-Le-Comte, Marie Braham, CARHOP, n°1, « Dictionnaire biographique des militants ouvriers en Belgique », 1996.
- Braine-Le-Comte, Marie Braham, CARHOP, n°3, « Interview des 3 anciennes dirigeantes de vies féminine Jeanne Laurent, Joséphine Fafchamps et Marie Braham », 16 novembre 1983.
- Braine-Le-Comte, Marie Braham, CARHOP, n°4, « Interview de Marie Braham par Paul Wynants », 4 janvier 1986.